# Bärsjöskogen
Bärsjöskogen är ett naturreservat tillika ett Natura 2000-område beläget i Norrköpings kommun i Östergötlands län. Det ligger vid den sydvästra stranden av Bärsjön, cirka 12 km from Norrköpings centrum. Reservatet inrättades 1994 och har en areal på omkring 44 hektar, varav 32 hektar land och 12 hektar vatten. Det förvaltas av Norrköpings kommun.
Områdets största naturvärde utgörs av den naturskogsartade barrskogen som i det närmaste saknar spår efter avverkning. I moss- lav- och svampfloran märks ett flertal rödlistade arter och signalarter, såsom den nära hotade knölgrynnan.